# Freak scene
The freak scene (scéna podivínů) byl termín používaný pro označení post-hippies a pre-punk styl bohémské subkultury. Je to jen překrývání mezi zpolitizovanými pacifistickými post-hippies, obecně nepolitických fanoušků progresivního rocku a nepolitických fanoušků psychedelie. Jednotlivci se pohybovali mezi rockovými festivaly, „free festivaly“, happeningy a setkáváním alternativních společností různých druhů. Název pochází, alespoň částečně, z odkazu na beat scene.

## důležití hudebníci patřící k freak scene
- Captain Beefheart
- Hawkwind
- Pink Fairies
- Black Sabbath
- The Edgar Broughton Band
- Stomu Yamashta
- Joni Mitchell
- David Bowie
- The Deviants
- Joan Armatrading
- Pink Floyd
- Steeleye Span
- Love
- Weather Report
- Miles Davis
- Alice Cooper
- Janis Joplin
- Frank Zappa
- Gong
- T. Rex
- Plastic Ono Band
- Third Ear Band
- Quintessence